# پالمیرا (کوبا)
پالمیرا (به اسپانیایی: Palmira) یک منطقهٔ مسکونی در کوبا است که در استان سیینفوئگوس واقع شده‌است. پالمیرا ۳۱۸ کیلومتر مربع مساحت و ۳۳٬۱۵۳ نفر جمعیت دارد و ۶۰ متر بالاتر از سطح دریا واقع شده‌است.